# Riesbergturm

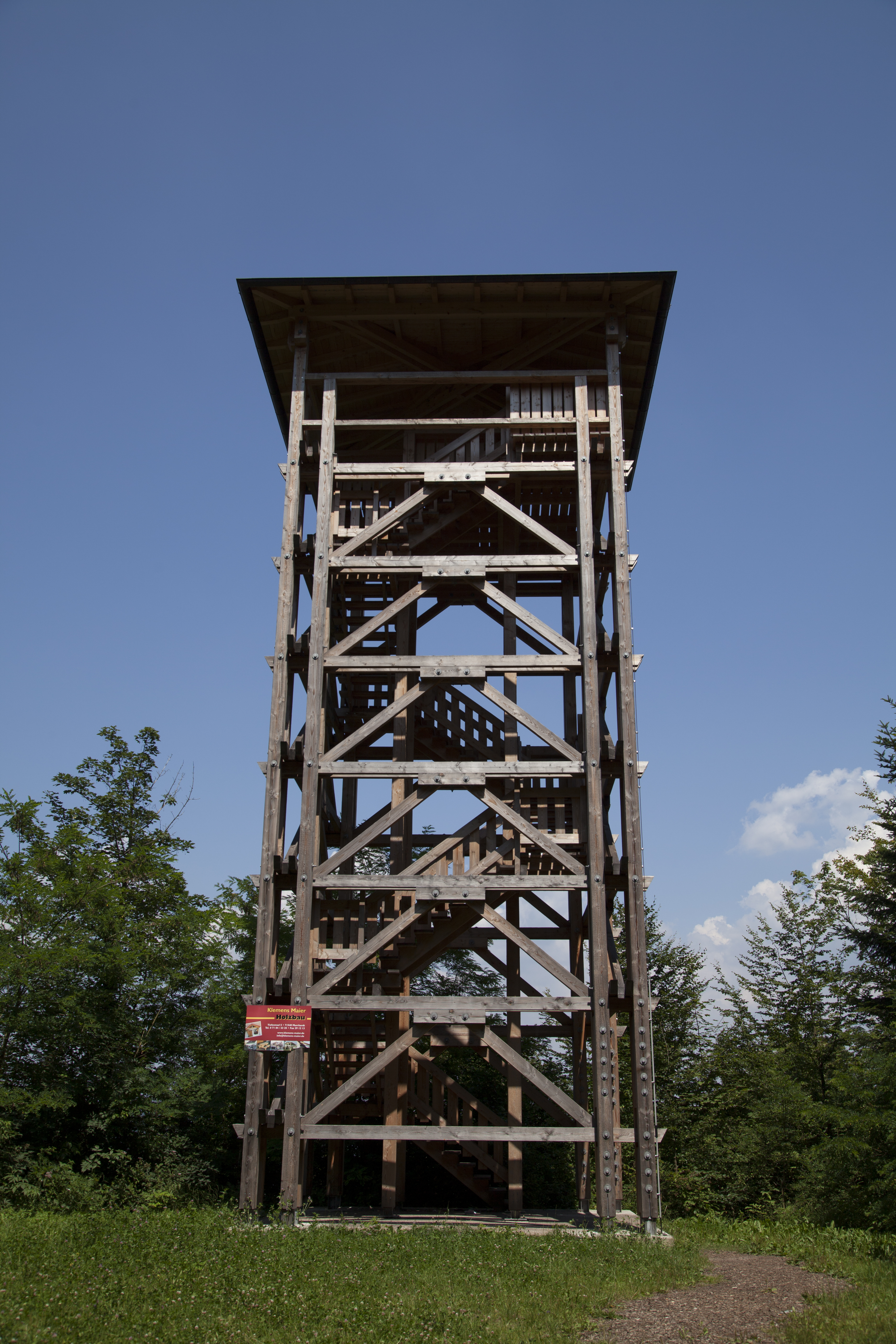
Riesbergturm am Riesberg, 2012

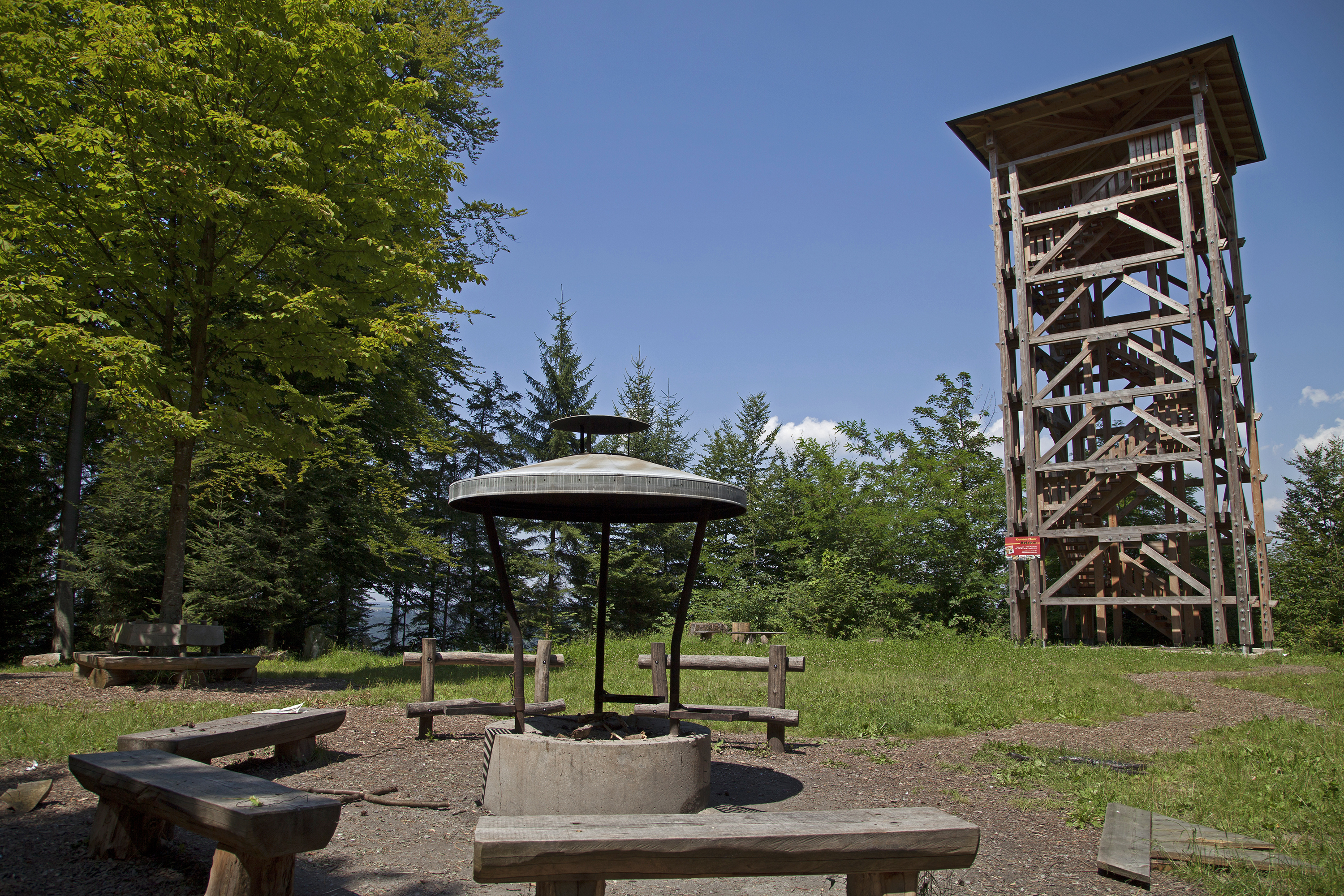
Grillplatz am Riesbergturm

Der Riesbergturm bei Murrhardt im baden-württembergischen Rems-Murr-Kreis ist ein 25 m hoher Aussichtsturm im Murrhardter Wald. Der Turm wurde 1974 aus Holz errichtet, brannte 2008 ab und wurde 2010 neu errichtet.

## Geographische Lage
Der Riesbergturm steht am Nordhang des Ries- oder auch Rißbergs auf knapp 450 m ü. NHN, in Luftlinie rund 850 m südsüdöstlich des Stadtzentrums von Murrhardt, das sich im Murrtal ausbreitet. Er ist nur auf Waldwegen zu erreichen. Der dort entlang der Nordflanke des Rißbergs verlaufende Weg erschließt auch das Felsenmeer bei Murrhardt weiter im Osten.

## Geschichte
Der Bau des Riesbergturms wurde im Juni 1973 beschlossen und 1974 als Holzfachwerkkonstruktion mit 16 Metern Höhe von Ellwanger Soldaten ausgeführt.
2006 übernahm ein örtlicher Verein die Pflege des Areals und wenig später wurde der Turm mit einem Dach versehen.
Am Abend des 20. September 2008 brannte der Turm ab, vielleicht nach Brandstiftung. Die Freiwillige Feuerwehr löschte den Brand, es blieben jedoch nur verkohlte Reste des Holzgerüsts stehen. Bei den Aufräumarbeiten fällte man auch die nahe dem Turm stehende Steckbuche, die schon vorher beschädigt und nun durch das Feuer unrettbar verloren war.
Im Juli 2009 gab die Stadt Murrhardt bekannt, dass der Turm wieder aufgebaut werden sollte. Die Fertigstellung wurde anfangs für Juni 2010 erwartet. Der neue Turm mit 25 Meter Höhe ist seit dem 14. August 2010 wieder zugänglich. Zusammen mit dem angrenzenden Grillplatz wurden er am 25. September 2010 eingeweiht.

## Aussichtsmöglichkeit
Von der Aussichtsplattform des Riesbergturms kann man beispielsweise den Blick über Murrhardt, ins Murrtal und zum Fernmeldeturm Großerlach genießen, der jenseits bzw. nördlich dieses Tals 7,65 km (Luftlinie) nordnordwestlich des Aussichtsturms im Mainhardter Wald auf der Hohen Brach steht.